# Samenleiter

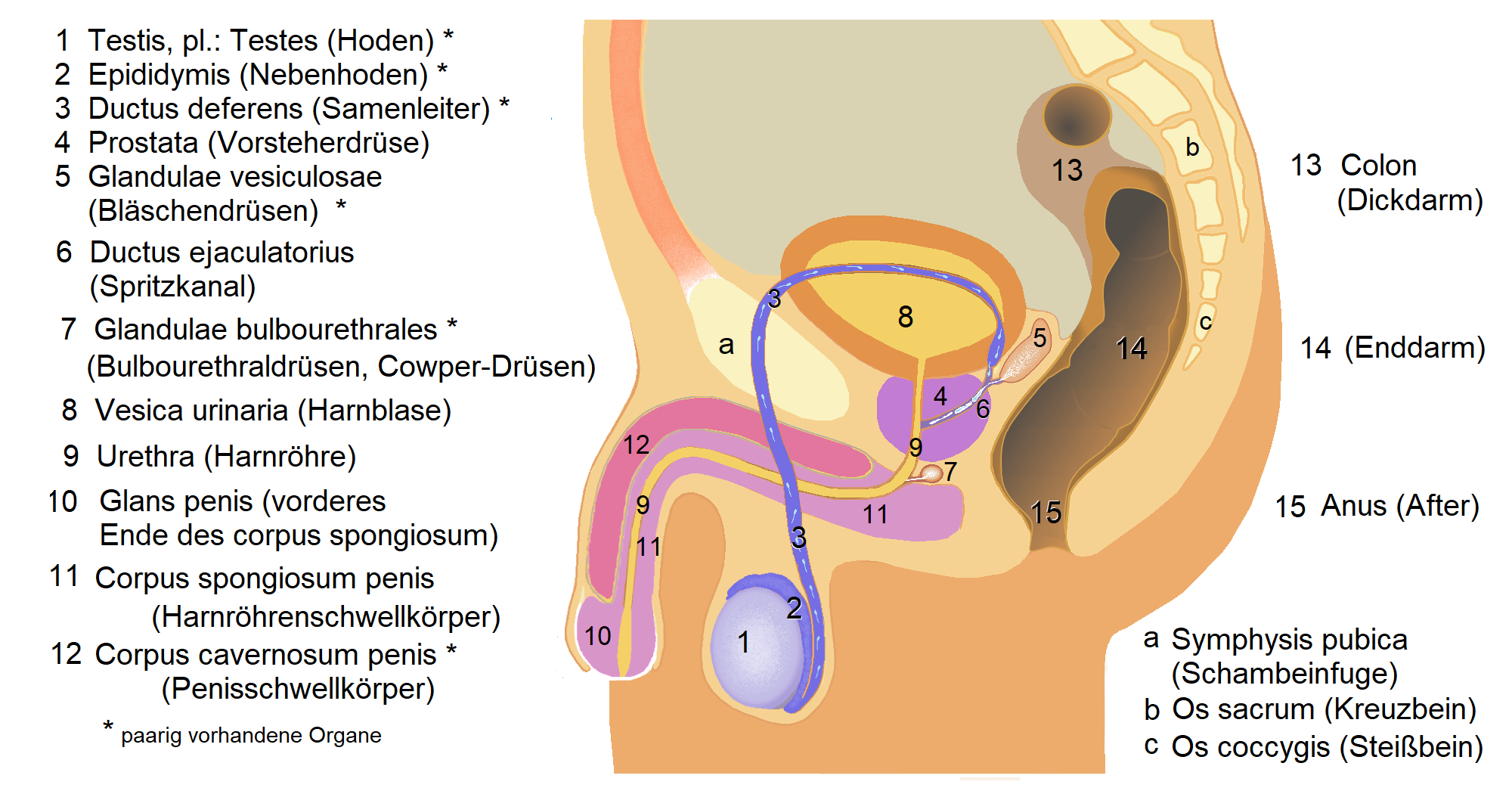
Lage des Samenleiters (Spermienleiters)

Der Samenleiter (lateinisch Ductus deferens ‚ableitender Gang‘ oder Vas deferens ‚ableitendes Gefäß‘), auch Spermienleiter genannt, verbindet bei männlichen Wirbeltieren beidseits den Nebenhoden mit der Harnröhre und dient der Weiterleitung der Spermien. Er durchzieht als Teil des Samenstrangs, vom Nebenhoden kommend, zunächst den Leistenkanal und läuft dann an der Harnblase entlang, nimmt den Ausführungsgang der Bläschendrüse (Samenblase, Vesicula seminalis) auf und mündet dann im Bereich des Samenhügels in die Harnröhre.
Die chirurgische Unterbindung des Samenleiters heißt Vasektomie und führt zur Unfruchtbarkeit. Sie ist eine mögliche Methode der Empfängnisverhütung bei Erhaltung der sexuellen Potenz und Fähigkeit zur Ejakulation.

## Histologie
Wie alle inneren Hohlorgane zeigt der Samenleiter den dreischichtigen Aufbau eines „häutig-muskulösen Schlauches“ mit einer innenliegenden Schleimhaut, der Tunica mucosa, einer Muskelschicht, der Tunica muscularis und einer außen anliegenden Tunica adventitia.
Die Schleimhaut weist Längsfalten auf, so dass ein sternförmiges Lumen entsteht. Eine Submukosa fehlt. Zum Lumen bildet die Organabgrenzung je nach Spezies ein zwei- bis mehrreihiges hochprismatisches Epithel, das teilweise mit Stereozilien besetzt ist. Die Eigenschicht der Schleimhaut (Lamina propria mucosae) ist durch Netze aus elastischen Bindegewebsfasern gekennzeichnet, die sich bis in die Muskelschicht erstrecken. Drüsen sind nur nahe der Mündung in die Harnröhre, im Bereich der Samenleiterampulle (s. u.) ausgebildet.
Die glatte Muskulatur der Muskelschicht ist in verschiedenen Steigungswinkeln angeordnet und bildet so Spiraltouren in der Samenleiterwand. Sie ist außerordentlich dicht noradrenerg innerviert, was wegen ihrer speziellen Transportfunktion des Samenleiters nötig ist: Er transportiert die Spermiensuspension aus der Cauda des Nebenhodens in die Harnröhre.
In der Tunica adventitia finden sich außer Bindegewebe noch Blutgefäße – die Arteriae und Venae ductus deferentis – und sympathische Nervenfasern. Im Bauchfell lassen sich meist Rudimente des Müller-Ganges nachweisen, eventuell ein vollständiger Uterus masculinus.

## Samenleiterampulle
In die Wand des Endabschnitts des Samenleiters sind Drüsenpakete eingelagert, die als Glandulae ampullae bezeichnet werden. Beim Menschen und den meisten Säugetierarten (Ausnahmen sind Kater und Eber) führen diese Drüseneinlagerungen auch zu einer äußerlich sichtbaren Auftreibung des Samenleiters, die als Samenleiterampulle (Ampulla ductus deferentis) bezeichnet wird.
Eine Samenleiterampulle ist bei den meisten Wirbeltieren ausgebildet. Sie fehlt beispielsweise den Beutelsäugern, Walen, Seekühen, Katzen und Schweinen, wobei in der Wand zumeist dennoch Glandulae ampullae ausgebildet sind und diese nur nicht zu einer sichtbaren Erweiterung führen. Die Samenleiterampulle der Säugetiere gehört zu den akzessorischen Geschlechtsdrüsen und bildet einen Teil der Samenflüssigkeit. Bei Kloakentieren ist eine Samenblasenampulle zwar vorhanden, zeigt aber keine sekretorische Aktivität.

## Evolutionäre Entwicklung
Die Samenleiter führen innerhalb des männlichen Unterleibs zunächst nach oben, dann über das Schambein, um die Harnleiter, durch die Prostata und schließlich in die Harnröhre. Dieser Umweg findet seine Begründung in der Evolutionsgeschichte der Wirbeltiere und damit auch des Menschen. Der Samenleiter hatte ursprünglich von den im Inneren des Körpers liegenden Hoden zum Penis geführt. In seinem Buch Die Schöpfungslüge führt Richard Dawkins den komplizierten Weg des Samenleiters durch den Körper als einen Beweis für die Evolutionstheorie und gegen die Pseudowissenschaft Intelligent Design an.